# Negro y Azul
«Negro y Azul» es el séptimo episodio de la segunda temporada de la serie de televisión estadounidense de drama Breaking Bad. Fue escrito por John Shiban y dirigido por Félix Alcalá.

## Trama
El episodio comienza con la banda de narcocorrido Los Cuates de Sinaloa interpretando «Negro y Azul», que trata sobre cómo «un jefe gringo» llamado Heisenberg está faltando al respeto al cartel mexicano de drogas al arrinconar el mercado de Albuquerque con metanfetamina cristalizada azul de alta calidad.
Walt tiene problemas para ponerse en contacto con Jesse y va a su departamento. Jesse se ha quedado adentro y fumando marihuana desde que presenció el asesinato de Spooge. Al principio, Walt está horrorizado de que alguien haya sido asesinado, pero se calma al enterarse de que nadie puede identificar a Jesse. Entra una llamada de Badger para establecer un acuerdo. Walt se ve obligado a encontrarse con los traficantes de Jesse y descubre que ahora le temen a Jesse tras el rumor de que mató a Spooge. Walt utiliza la nueva reputación de Jesse en el inframundo para impulsarlo a ayudar a expandir sus operaciones.
Hank está teniendo problemas para adaptarse a la oficina de la DEA en El Paso, donde su sentido del humor no es apreciado y sus compañeros de trabajo no lo respetan. En una reunión con un informante del cártel apodado «Tortuga», Hank pierde la paciencia ante las demandas del hombre y su aparente falta de respeto. Algunos días después, mientras espera una reunión en el desierto, Hank ve un mensaje de los carteles: la cabeza cortada de Tortuga, montada sobre una tortuga. Asqueado por la grotesca exhibición, Hank se aleja de la escena. Hacerlo le salva la vida cuando explota una bomba atada al animal, matando a un agente e hiriendo a otros tres.
Debido a limitaciones financieras, Skyler acude a su antigua empresa para solicitar un trabajo de principiante. Ella se encuentra con su viejo amigo y jefe, Ted Beneke, quien se hizo cargo de la compañía después de la muerte de su padre. Decide darle a Skyler su antiguo trabajo en el departamento de contabilidad. Walt está preocupado por la salud de Skyler en el lugar de trabajo, especialmente desde que ella se fue originalmente debido a problemas de salud. Hay una evidente tensión sexual entre Skyler y Beneke; él revela que recientemente se separó de su esposa, la madre de sus dos hijos.
Jesse ve a su casera, Jane Margolis, dibujando en sus escalones delanteros, y se conecta con ella por su amor por el arte. Sin embargo, él es identificado por un motociclista que se enteró de su reputación, y se revela que le mintió sobre su nombre. Después de que él admite haberle mentido, ella le dice que no le importa lo que él haga mientras él no lo haga en la casa. Él la invita a ver televisión, a pesar de que no puede hacer funcionar su nueva televisión. Ella sostiene su mano mientras miran el televisor en blanco.

## Producción
El episodio fue escrito por John Shiban y dirigido por Félix Alcalá. Se emitió por AMC en los Estados Unidos y Canadá el 19 de abril de 2009.

## Recepción de la crítica
El episodio recibió elogios críticos. Seth Amitin, escribiendo para IGN, le dio al episodio un 9.3 de 10 y comentó: «Este fue uno de los mejores episodios de esta temporada».